# フランキー・ポーレイン
フランキー・ポーレイン（Frankie Poullain, 本名:Francis Gillis Patterson, 1967年4月15日 - ）はザ・ダークネスのベーシストである。スコットランドのミルナソート出身。メンバーの中で最年長。長身で海賊風の風貌が特徴。
ちなみに彼は冒険家家族の一員で、父親は西インド洋の海賊、兄は富の兵士である。
彼には放浪癖があり、ノーフォークのパブで歌を披露したメンバーのジャスティン・ホーキンスのスター性を感じ取った弟・ダンからの電話でバンド結成の為、9か月間滞在していたベネズエラから呼び戻された。
2005年5月23日、音楽性の違いやフランスの田舎に豪邸を買ってメンバーから離れることが多くなったなどのことから、ザ・ダークネスを脱退することを発表した。